# 于振瀛
于振瀛（1902年—1960年5月22日），原名方单，字海澄，号振瀛，以号行，陕西镇平人，中华民国及中华人民共和国政治人物，三民主义同志联合会的创建者之一，中国国民党革命委员会第二、三、四届中央常委。

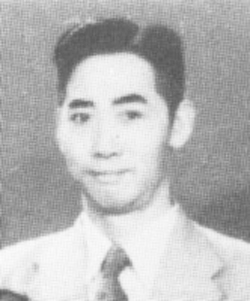
于振瀛

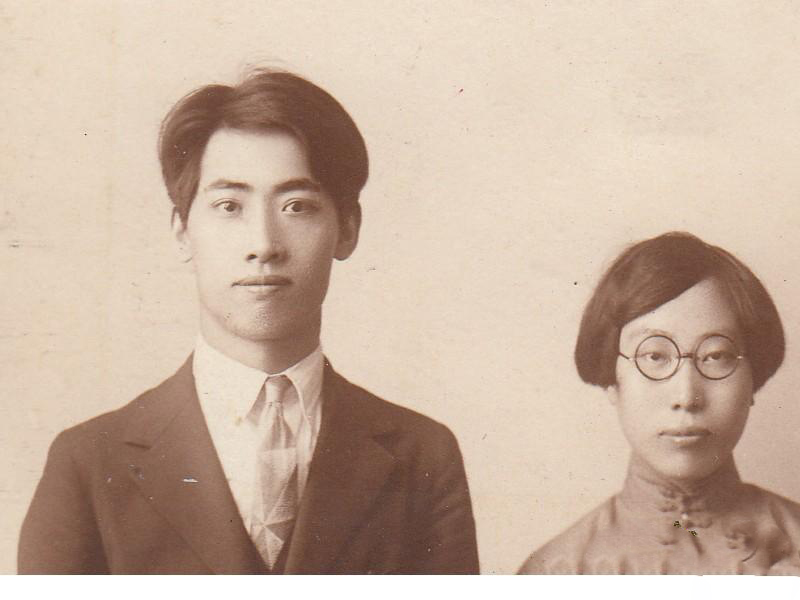
陳建晨和于振瀛

## 生平

### 早年生涯
1902年，于振瀛生于陕西省镇平县曙坪乡联合村。其家薄有田产，为当地殷实户。父亲于文卿早年曾加入中国同盟会，长年在外。母亲独自在家抚养于振瀛，并将每年30石租子的收入供丈夫在外地的全部支出。1910年，于振瀛入私塾，一年后改读初级小学，1912年，赴镇平县城念高小。1915年，于振瀛赴安康县上中学。
1921年，于振瀛来到北京，补习英文、数学、物理、化学等课。课外阅读了许多进步报刊及图书。1923年，考入国立医科大学，学习医学。

### 加入中国国民党
1923年，于振瀛先后结识丁惟汾、王法勤、续西峰、王东平、路友于等中国国民党党员，并加入中国国民党。于振瀛阅读了《向导》、《新青年》等进步刊物，并加入共进社，参与组织反对帝国主义及北洋军阀的学生运动。
1924年，中国国民党第一次全国代表大会在广州举行，李大钊被孙中山指定为大会的北京代表。于振瀛在李大钊领导下，参加改组中国国民党北京市党部。1925年，于振瀛当选中国国民党北京市党部监察委员。1925年11月，中国国民党右派在北京西山开会，联名写信要求中国国民党“清党”，取消中国共产党党员的中国国民党党籍，并通过了反苏、反共、反对国共合作等议案。在李大钊的领导下，于振瀛与中国国民党北京市党部同“西山会议派”斗争。于振瀛与郭春涛等还发起成立了“孙文主义大同盟”（后更名为“中山主义大同盟”），参加者有王立哉、范予遂、黄少谷等两百多人，于振瀛任该盟常委兼组织部部长。该盟拥护孙中山的三大政策，反对“西山会议派”，支持国共合作，团结中国国民党的左翼青年。在该盟任职期间，于振瀛与李大钊等中国共产党党员经常开展活动，曾请北京大学教务长顾孟余演讲马列主义。
1926年3月18日，在李大钊领导下，60余个团体、80多所学校约5000多人，在北京天安门前举行反对“八国最后通牒”国民大会，声讨日本、英国、美国等八国对中国的无理通牒。会后，李大钊、于振瀛等人举旗走在游行队伍最前面，游行队伍抵达铁狮子胡同的执政府国务院门前，遭军警开枪，当场枪杀群众47人，伤两百多人，李大钊、陈乔年均被打伤，死者中有女师大学生刘和珍、杨德群等人。史称三一八惨案。此后，中山主义大同盟被迫转入地下活动，1926年底被迫解散。
1927年，奉系首领张作霖在北京捕杀中国共产党及中国国民党党员及群众。于振瀛、李大钊等两百多人被捕。4月28日，张作霖秘密杀害李大钊等20人。于振瀛因使用化名，幸免于难，于7月获释。此后，于振瀛的真实身份很快被发觉，侦缉队又开始搜捕于振瀛。于振瀛乃隐蔽起来，秘密组织暴动。1927年10月，于振瀛潜逃到天津。

### 投奔丁惟汾
到天津后，于振瀛同丁惟汾取得联系。经丁惟汾帮助，于振瀛赴上海、南京，组织成立了中国国民党各省、市联合办事处，反对“西山会议派”的特别委员会。但因受CC系排挤，联合办事处于1928年被取消。此后，于振瀛在武汉、河南秘密联络中国国民党党员。“济南惨案”发生后，于振瀛因为反对蒋介石采取的妥协政策、反对中国国民党“剿共”及取消民众运动，遭到中国国民党高层打压。1928年夏，于振瀛在南京创办《革命先锋》，宣传三民主义，第一期即遭当局查封并焚毁。此后，于振瀛、张放、鲁鸣三等组织座谈会，探讨失败原因，研究三民主义理论，并策划建新党。
1928年冬，经丁惟汾推荐，于振瀛被任命为中国国民党陕西省指导委员兼党训练部长。起初，于振瀛拒绝就任。但经朋友们劝说，于振瀛认识到：“要想改造国民党，就必须利用它的旧躯壳，以便暗中夺取它的现有武器，唯此才有可能达到创造新党的目的。”当时，中国国民党党员多为官吏及土豪劣绅，且因宋哲元搜捕革命青年，陕西省形势严峻。于振瀛抵达陕西省后，决定开办训练班。于振瀛邀请与其一同赴陕西省任职的陆机、邓逸洲、张放、李尚、孟默开等30人任训练班教师，并请来何琪元任教。于振瀛创办的训练班包括党务训练班、短期训练班及各县农民运动训练班等等。1928年底，宋哲元逮捕了一批中国共产党党员，经于振瀛营救，这批中国共产党党员获得释放。
1929年3月18日，国民政府命令宋哲元以“反中央”、“反地方”、“引用共产党员”这三条罪名逮捕于振瀛，强制解散于振瀛开办的各训练班，同时逮捕了80余名革命青年。于振瀛在监狱关押两个月后，特务拟将于振瀛装入麻袋沉入黄河。恰逢中原大战爆发，于振瀛获得释放。

### 学习与思考
出狱后，于振瀛先后到北平、浙江等地，与曾共同从事地下革命活动的工人、干部重新取得联系。他发现这些工人、干部的境遇大多十分窘迫。于振瀛陷入迷茫。1929年冬，于振瀛留学日本，入早稻田大学经济系。
1930年，应谭平山等人之邀，于振瀛秘密回到上海，组织中国国民党临时行动委员会筹委会。于振瀛与各地知识分子联络，将上海作为中心，在杭州、南京、武汉、陕西、北平等地活动。同年3月，于振瀛因病回日本休养。养病期间，于振瀛开始阅读马列主义著作，如《国家与革命》、《两个策略》等。此为其首次系统研读马列主义理论。
1931年秋，于振瀛赴北平与鲁鸣三会面。经鲁鸣三介绍，于振瀛赴上海会见了中国共产党党员潘怡如，并请潘怡如讲解了斯大林的《论反对派》一书。
1931年九一八事变后，于振瀛先后在北平、上海宣传抗战。1932年，再赴日本继续学习。在日本的3年内，他和秦元邦、陈建晨等组织政治经济学会，以研究政治经济学及唯物辩证法。

### 北平情报工作
1935年，中共地下党员潘裕儒电邀于振瀛归国，希望于振瀛在中共领导下从事情报工作。归国后，于振瀛赴南京，利用旧有关系深入中国国民党内部活动。1936年春，于振瀛任国民政府外交部条约委员会委员，中国共产党专派徐固仁与其联系，将其在中国国民党方面搜集的各类情报转交中共党组织。
1936年1月，奉命北上劝宋哲元抗日。当时，华北日军策动华北五省自治，威逼宋哲元及其第29军，企图利用宋哲元将河北、山东、山西、察哈尔、绥远变成日本控制下的自治区，以吞并华北。于振瀛到宋哲元的司令部后，鼓励宋哲元顶住日本的压力，抵制南京国民政府方面的妥协倾向。经于振瀛努力，宋哲元拒绝执行南京国民政府方面镇压革命者的黑名单，并下令释放在押的进步教授及爱国学生两百多人。1936年5月，于振瀛成功劝阻宋哲元同日本签署防共协定。同年7月，于振瀛再赴北平，促成宋哲元拒绝接受南京国民政府统一外交权的要求，阻止张群与日本特使川越茂的谈判。于振瀛还常向第29军官兵宣传爱国主义及抗日。
1936年9月，应宋哲元之邀，出任冀察绥署宣传处处长，中国共产党仍然派徐固仁及其妻子沈伊娜与于振瀛联系，并由徐固仁任于振瀛的机要秘书，继续搜集情报及策动抗日。于振瀛在宣传处内秘密设一调查组，受中共领导，秘密派员赴中国东北、热河、冀东、绥东等地调查日本方面的动向，并派员打入日本华北特务机关，取得了日本在华北的重要情报，将调查所得的情报由徐固仁整理后交给上海的中共党组织。另外，于振瀛还在宣传处设一研究机构，由李澄之、廖沫沙等人主持，利用全中国反对内战、一致对外运动之影响，促使华北形成全面抗日。
1936年12月西安事变发生后，于振瀛建议宋哲元通电主张和平，从而防止了日本挑起中国内战与入侵华北，配合了当时中共的工作。1937年春，日本根据《何梅协定》逼宋哲元签署航空、铁路、矿山等局部卖国条约，于振瀛建议宋哲元一方面命令平津戒严，以警备平津平绥铁路沿线，另一方面避居东陵，使日本失去局部谈判对象。
1937年7月七七事变爆发。此后，汉奸陈觉生赴天津挑拨宋哲元与蒋介石的关系，于振瀛冒险赴天津将宋哲元接回北平。随宋哲元返回北平后，于振瀛继续在平汉铁路、津浦铁路前线从事抗日工作。

### 西北情报工作
1937年底，于振瀛赴西安同林伯渠会面，林伯渠指示于振瀛“要团结国民党内的进步力量，形成国民党的左派，以拥护全国的团结，坚持抗战到底，反对蒋介石的投降政策。”并且调陈行健与于振瀛联系。
1938年初，于振瀛赴山西离石会见续范亭、南汉宸等人。同年春，经潘怡如介绍，于振瀛在武汉结识董必武，并奉董必武的指示筹划陕西抗日运动，开展游击战的各项准备工作。但到1938年9月，胡宗南回到陕西，暗杀革命者，破坏革命武装，封闭了《西南》、《大团结》等刊物，对“民先”、“西青”等青年团体进行压迫。同时，中统、军统特务对陕西革命加大打击，革命陷入低潮。
1939年，于振瀛夫妇遭陕西当局的党政军联名通电指控为中国共产党党员。于振瀛仍冒险保护革命青年，成功使这些青年免受国民党当局迫害，并介绍这些青年赴抗日前线，支援续范亭、杨秀峰领导的抗日游击队。
1939年春，于振瀛调往重庆，任李济深领导的战地党政委员会第二、第八战区指导员。6月，视察陕西、山西、绥远等地。当时，各地国共摩擦迭起，国共经常谈判。华北战区为抗日主战场。经战地党政委员会努力，1940年1月，于振瀛来到晋西北同贺龙将军、关向应政委会见，商谈停止新旧军间的冲突，以阻止蒋介石、阎锡山发动内战。同年夏，于振瀛返回西安，主持战地党政委员会西安办事处，直到1941年冬该办事处结束。
1941年冬，返回重庆的于振瀛经丁惟汾介绍，出任国民党抚委会秘书。于振瀛利用中国国民党内争权斗争，造成中国国民党内部派系间分裂及摩擦。主要成就之一是形成了朱家骅同CC系的对立，又促成朱家骅系同三民主义青年团的联合。1943年春，朱家骅派于振瀛赴新疆，任中国国民党新疆省党部执行委员。因盛世才在新疆实行封锁并强力打击革命运动，于振瀛在新疆难于进行革命活动，且生命受威胁。同年6月，于振瀛回重庆。

### 创建民联
1943年2月，经中共中央南方局支持，中国国民党民主派人士谭平山、王昆仑、陈铭枢、杨杰、郭春涛、朱蕴山等人在重庆发起成立“民主同志座谈会”。同年8月，在该座谈会的基础上，于振瀛、谭平山、陈铭枢、杨杰、朱蕴山、王昆仑、郭春涛、许宝驹、何公敢、甘祠森10人组成筹备小组，将所建组织定名“中国国民党民主同志联合会”，后更名为“三民主义同志联合会”（简称“民联”）。1945年民联正式成立之后，于振瀛同谭平山等17人组成中央临时干事会，1946年5月赴南京成立民联南京组织。
1944年秋，于振瀛因吐血旧疾复发，返回陕西休养。1945年春，于振瀛返回重庆。1945年3月21日，于振瀛被任命为国民政府立法院第四届立法委员。此后，他以立法委员身份为掩护，继续抗战、争民主。同时，在中国民主革命同盟第一次全体盟员大会上，于振瀛当选为中央常委。

### 民联与小民革的活动
1945年8月15日，日本投降。8月28日，毛泽东应蒋介石之邀请，赴重庆参加重庆谈判。谈判期间，毛泽东在桂园会见中国民主革命同盟（后简称“小民革”）领导王昆仑、许宝驹、屈武、侯外庐、于振瀛、谭惕吾、曹孟君、倪斐君等人，听取他们对时局的看法。毛泽东强调“和为贵”，谈及和平、民主、团结方针，谈及统战工作。毛泽东还说，国共两党的婚姻无问题。侯外庐则笑称：“老头子和青年人难成婚姻。”毛泽东答：“不行的话，可以刮胡子嘛!”重庆谈判签署了《政府与中共代表会谈纪要》（《双十协定》）。谈判期间，于振瀛在董必武、林伯渠领导下，为推动民主运动而斗争。
抗日战争胜利后，一些小民革人士主张公开“中国民主革命同盟”组织，参与竞选，并在该同盟内部引发争论。在董必武支持下，“小民革”未公开活动，避免了牺牲。此后，第二次国共内战爆发，民联、“小民革”的中央机关秘密迁往上海。民联受中共间接领导，“小民革” 受中共直接领导，继续工作。于振瀛奉潘汉年指示，在南京、上海等地通过民联及“小民革”组织，从事分化瓦解中国国民党方面力量，开展军事策反及搜集情报等活动。1948年秋，“小民革”成立国内工作委员会，于振瀛任该委员会主席。
1947年底，在中共指示下，于振瀛竞选行宪第一届立法委员。在返回陕西筹备选举时，其父于文卿正竞选第一届国民大会代表，于振瀛劝其父不要参选，弃政务农，遭其父拒绝。于振瀛乃匆忙离家。在陕西期间，于振瀛曾营救杜斌丞、王菊人，但未能成功。
1948年，于振瀛自西安来到北平，策划发展小民革的地方组织，并创立了民联在西安、北平的地下联系。经于振瀛努力，在西安组成了袁伯扬的策反组织，在北平重建了民联领导核心，由李锡九、许宝驹、曹志麟、周范文、续式甫等负责，从事策反活动。
1948年，于振瀛、刘仲容、刘仲华、谭惕吾等人成功激化了桂系李宗仁同蒋系孙科间竞选中华民国副总统的矛盾，加强了蒋介石、李宗仁分裂的基础。后来，徐蚌会战国军失败，李宗仁迫使蒋介石下野，为“小民革政治运动小组”进一步创造了活动条件。在立法院，于振瀛、李任仁、谭惕吾、陈建晨等9人成立 “民联政治运动小组”，利用中国国民党内部矛盾促成立法院派系斗争，并且联合其他人士在立法院通过提案、质询、发表谈话、组织座谈等方式，揭露国民政府的负面信息。如1948年5月提出《制止通货膨胀，冻结发行，平衡预算案》，要求“为保证人民的生存权，就必须停止戡乱”，“立法院不通过打仗的预决算”，同时为反对权贵资本而提出征收财产税法案。1948年6月，中国人民解放军攻占开封，国军残兵纵火逃走，国军还派出飞机日夜轰炸开封，造成开封市民死伤惨重。立法委员纷起质询，《新民报》经理邓季惺领衔提案，于振瀛等30余人临时动议“今后应严禁轰炸城市。”
1948年，民联以组织名义号召各地成员推动云南省、湖南省、福建省、江西省、四川省参议会开展反“三征”运动。民联还派出专人从事军事策反，如派出萧伯岩策反驻燕湖沿江第28军，派段绍浩在江西策反，派李兴中对刘汝明等部策反，这些策反活动虽多失败，但对瓦解国军军心发挥了一定作用。中华人民共和国成立前夕，民联号召各大城市的民联组织阻止中国国民党方面破坏建筑、武器，保护城市内各项物资及调查资料，准备欢迎中国人民解放军。民联还破解了特务领导人郑介民派员打入中国国民党民主派内部的企图，揭露美国、英国帮助蒋介石的内幕，鼓励抢购运动以破坏金圆券，要求和平、欢迎解放。
1949年4月，于振瀛逃往桂林。在桂林，于振瀛与李任仁策划两广局部和平，但未果，遂逃往香港。在香港的两个多月内，于振瀛以香港为中心，重建华南、西南各省民联组织，策反国军残部。

### 人民共和国
1949年中国人民政治协商会议第一届全体会议召开前夕，于振瀛自香港回到北平。在选举政协代表时，曾经有人提出质疑，认为于振瀛、谭惕吾是国民党的立法委员，不能当选。于振瀛对此非常伤心，但为使政协按期召开，决定放弃代表资格。后来，林伯渠找到于振瀛说，社会对其有误会，中共中央是明白的，慢慢要向社会解释。数天后，在新政协筹备会举行政协代表提名会议时，周恩来宣布代表名单时特别指出：“这里有一个问题，要向大家说明一下，名单里有两个人，一个是谭惕吾、一个是于振瀛，他们竞选立法委员是我打电报给南方局通知中国民主革命同盟要留两位同志在‘立法院’。中国民主革命同盟决定他们竞选‘立法委员’，他们二人竞选 ‘立法委员’是经过组织决定的。”此后，于振瀛作为民联候补代表参加了中国人民政治协商会议第一届全体会议。后来，历任中央人民政府政务院参事，第一届全国人民代表大会代表，中国人民保卫世界和平委员会联络部副部长等职。
1949年11月12日到11月16日，中国国民党民主派第二次代表会议在北京举行，会议决定民革、民联、民促及中国国民党其他爱国民主分子统一为中国国民党革命委员会（简称“民革”），民联、民促同时宣告结束。在此次会议上，于振瀛当选民革中央委员。1949年底，于振瀛随董必武南下参与接收国民党政权。
1950年4月，于振瀛任学习座谈会干事。学习座谈会为中国人民政治协商会议全国委员会组织各民主党派、人民团体、中国人民政治协商会议全国委员会、中央人民政府、政务院高级人员学习政治理论的形式。1955年4月15日，政协第二届全国委员会常务委员会第五次会议决定，学习座谈会干事会更名为学习委员会。
1952年，于振瀛任中国人民抗美援朝总会全国委员会委员。同年10月12日，中国人民志愿军总部及中国人民第二届赴朝慰问团联合举办大会。于振瀛在大会上宣读抗美援朝总会给中国人民志愿军的慰问信，并将何香凝、李顺达、蔡廷锴、胡文秀、马寅初、邵力子、曲耀离、蒋光鼐、王贵英等人致中国人民志愿军的慰问信交给中国人民志愿军领导人。
1954年，于振瀛当选第一届全国人民代表大会代表。同年，西藏自治区成立，于振瀛被派为中央赴西藏代表团秘书长。
1957年7月6日，民革中央常务委员会第14次会议举行。会议通过了民革中央《关于党内整风的决定》，决定开展反右派斗争，并且成立了民革中央整风办公室，熊克武任主任，于振瀛与梅龚彬、朱蕴山、王昆仑、屈武、陈此生任副主任。
1960年5月22日，因患食道癌在北京逝世。5月25日，于振瀛公祭大会在嘉兴寺举行，蔡廷锴主祭，朱蕴山致悼词，张治中、邵力子、陈劭先等人参加祭奠，中共中央统战部及各民主党派领导人、民革在北京的中央委员及各部门负责人以及于振瀛的生前好友等300多人参加公祭大会。于振瀛安葬在北京八宝山革命公墓。